# 2000'erne
20. århundrede – 21. århundrede – 22. århundrede
Årtier: 1950'erne 1960'erne 1970'erne 1980'erne 1990'erne – 2000'erne – 2010'erne 2020'erne 2030'erne 2040'erne 2050'erne
År: 2000 2001 2002 2003 2004 2005 2006 2007 2008 2009
- En læserkonkurrence i Politiken i sommeren 1996 foreslog at kalde årtiet for: enerne og 2010'erne for tierne. De er også efter Dansk Sprognævns vurdering det bedste bud på et sæt nye årti-betegnelser, der sprogligt set passer rimeligt med de allerede eksisterende.
- I praksis viste det sig dog ved årtiets udgang at "00'erne" eller nullerne var den betegnelse som blev den langt mest benyttede.

## Begivenheder
- Den nok mest markante begivenhed i årtiet er terrorangrebet den 11. september 2001 på World Trade Center i New York og Pentagon i Washington D.C. hvor over 3.000 mennesker blev dræbt.
- Danske tropper er udstationeret i Afghanistan, efter det USA-ledede angreb på landet i 2001, angiveligt i forsøget på at finde Osama Bin Laden.
- Krigsfanger fra Afghanistan interneres på den amerikanske militærbase Guantanamo på Cuba uden anklage og uden adgang til advokat.
- Irakkrigen – USA-ledet koalitions tilstedeværelse i Irak med Danmarks deltagelse fra 2003 til 2007 [1].
- Danmarks herrelandshold vinder EM i håndbold over Kroatien i 2008
- USA får deres første sorte præsident, Barack Obama.
- En af de mest omfattende økonomiske kriser i verdenshistorien indtræffer – også kaldt finanskrisen.
- En af verdens absolut største superstjerner, Michael Jackson, dør 50 år gammel, blot få uger før en planlagt, stort anlagt comeback-koncertrække i London.

## Verdens ledere
- Tony Blair
- Gordon Brown
- Bill Clinton
- George W. Bush
- Saddam Hussein
- Vladimir Putin
- Barack Obama
- Gerhard Schröder
- Angela Merkel
- Jacques Chirac
- Nicolas Sarkozy
- Göran Persson
- Silvio Berlusconi
- Romano Prodi
- José Luis Rodríguez Zapatero
- Hugo Chávez
- Fidel Castro
- Raúl Castro
- Recep Tayyip Erdoğan
- Ariel Sharon
- Ehud Olmert
- Benjamin Netanyahu
- Yasser Arafat
- Hamid Karzai
- Muammar Gaddafi
- Mahmoud Ahmadinejad
- Hu Jintao
- Kim Jong-il
- Johannes Paul II
- Benedikt XVI.

## Kunstnere

### Musik
- Akon
- Alphabeat
- Aerosmith
- Aqua
- Beyoncé
- Black Eyed Peas
- Bon Jovi
- Britney Spears
- Celine Dion
- Christina Aguilera
- Coldplay
- Deftones
- Disturbed
- Drowning Pool
- Dido
- Dr. Dre
- Eminem
- Flødeklinikken
- Guns N Roses
- Gavin DeGraw
- Hansi Hinterseer
- Immortal Technique
- James Blunt
- Justin Timberlake
- KoRn
- Kanye West
- Katie Melua
- Kylie Minogue
- Limp Bizkit
- Linkin Park
- Lady GaGa
- L.O.C
- Mariah Carey
- Madonna
- Mew
- Mika
- Metallica
- Muse
- Nephew
- Nickelback
- Nik & Jay
- Outlandish
- Oasis
- Papa Roach
- Pink
- Queens Of The Stone Age
- Rage Against The Machine
- Rasmus Seebach
- Red Hot Chili Peppers
- Ricky Martin
- Rihanna
- Robbie Williams
- Safri Duo
- Saybia
- Slipknot
- Scissor Sisters
- Shakira
- Snoop Dogg
- The Killers
- The Pussycat Dolls
- Tim Christensen
- U2
- Volbeat
- Van Halen
- Westlife
- Xzibit
- Yelawolf

### Film
- The Matrix Reloaded
- The Matrix Revolutions
- Freddy vs. Jason
- Wild Hogs
- The Blind Side
- 8 Mile
- Rush Hour
- Rush Hour 2
- Rush Hour 3
- The One
- Scary Movie

### Serier
- Sons of Anarchy
- 24 Timer
- Naruto
- Ed Edd N Eddy
- Gangland
- South Park
- The Simpsons
- Powerpuff Girls

### Skuespillere
- Sandra Bullock
- Jim Carrey
- Tom Hanks
- Nicole Kidman
- Jack Nicholson
- Julia Roberts
- Meg Ryan
- Quentin Tarantino
- Uma Thurman
- Bruce Willis
- Heath Ledger
- Orlando Bloom
- Brad Pitt
- Angelina Jolie
- Johnny Depp
- Russell Crowe
- Sean Penn
- Halle Berry
- Nicolas Cage
- Jude Law
- George Clooney
- Viggo Mortensen
- Leonardo DiCaprio

## Sportsnavne
- Zinedine Zidane
- Thierry Henry
- Ronaldinho
- Ronaldo
- Roberto Carlos
- Kaká
- Lionel Messi
- Cristiano Ronaldo
- Gianluigi Buffon
- Andrea Pirlo
- Alessandro Del Piero
- Iker Casillas
- David Villa
- Fernando Torres
- Andrés Iniesta
- Xavi
- David Beckham
- Wayne Rooney
- Michael Owen
- Steven Gerrard
- Frank Lampard
- Robin van Persie
- Arjen Robben
- Wesley Sneijder
- Oliver Kahn
- Miroslav Klose
- Lukas Podolski
- Bastian Schweinsteiger
- Philipp Lahm
- Samuel Eto'o
- Didier Drogba
- Roger Federer
- Rafael Nadal
- Novak Djokovic
- Andy Murray
- Venus Williams
- Serena Williams
- Marija Sjarapova
- Kobe Bryant
- Usain Bolt
- Michael Phelps
- Lance Armstrong
- Michael Schumacher
- Fernando Alonso
- Felipe Massa
- Lewis Hamilton
- Mike Tyson
- Lennox Lewis
- Evander Holyfield
- Vitalij Klitsjko
- Vladimir Klitsjko
- David Haye